# Sélection de la ville hôte pour les Jeux olympiques d'hiver de 1980
Le processus de sélection pour les Jeux olympiques d'hiver de 1980 voit la ville de Lake Placid aux États-Unis sélectionnée en étant la seule candidate après le retrait de la candidature de Vancouver au Canada. La sélection est réalisée lors de la 75e session du CIO à Vienne en Autriche, le 13 octobre 1974.